# Perydotyty

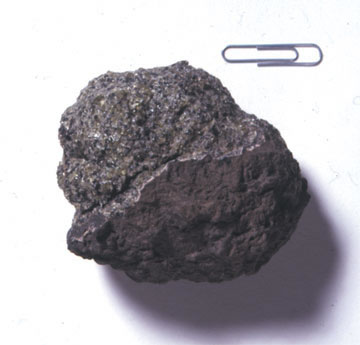
Perydotyt

Perydotyty – ultrazasadowe (melanokratyczne) skały głębinowe. Zawierają mniej niż 45% krzemionki, składają się głównie z mineralnego oliwinu (40–100%), w mniejszym stopniu z piroksenów (0–60%) i innych minerałów.
Dotychczas uzyskiwane dane eksperymentalne, geofizyczne i petrologiczne wskazują, że skały te są głównym materiałem budującym płaszcz Ziemi.
W Polsce przeobrażone perydotyty – serpentynity – występują na Dolnym Śląsku.
Z perydotytem związana jest jedna z teorii biogenezy. Zakłada ona, że w procesie przekształcenia się perydotytu w serpentynit, z dwutlenku węgla powstają związki organiczne, które mogły być niegdyś podstawą do powstania pierwszych organizmów żywych. Warunki odpowiednie do reakcji serpentynizacji są spełnione w przypadku układów hydrotermalnych, gdzie występuje woda bogata w węglan wapnia o silnie zasadowym pH oraz o temperaturze ok. 90 °C. Przykładem takiego układu jest tzw. zaginione miasto.